# Lithops

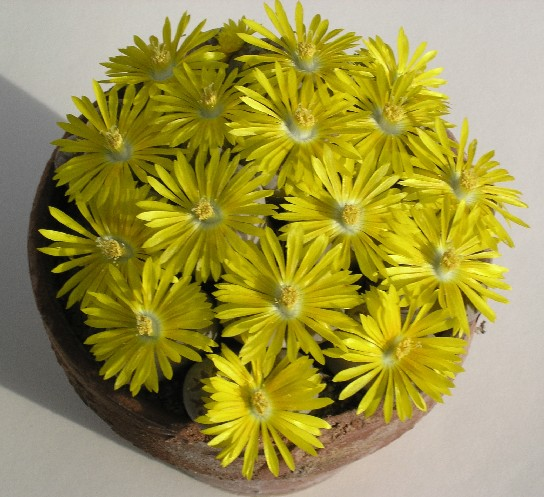
Kvetoucí Lithops dorotheae

Lithops (Lithops) je rod nízkých, sukulentních rostlin tvořený asi 50 druhy. V současnosti je zařazen do podčeledi Ruschioideae v čeledi kosmatcovitých, v minulosti býval součásti široce pojatého rodu kosmatec (Mesembryanthemum).
Rodové jméno Lithops v češtině znamená „kameni podobný“, což je vzhledem k jeho vzhledu přiléhavé. Rostliny jsou také známé pod trefnými názvy „živé kameny“ nebo „kvetoucí kameny“, neboť připomínají oblázky.

## Ekologie
Rostliny pocházejí z jižní Afriky, kde rostou především v Jihoafrické republice, Namibii a Botswaně. Objeveny byly až v roce 1811 anglickým přírodovědcem Burchellem. Největší počet druhů roste v semiaridních oblastech, kde se roční úhrn srážek pohybuje okolo 100 až 200 mm. Rostliny dostávají vláhu z nepravidelných zimních dešťů a letních mlh pocházejících ze studeného Benguelského proudu, tekoucího severním směrem podél západoafrického pobřeží. Ve volné přírodě původní rostliny obvykle nežijí déle než 25 let, při umělém pěstování mohou za ideálních podmínek růst i dvojnásobně déle.

## Popis
Lithops je vytrvalá rostlina bez stonku. Je vytvořena dvěma protilehlými, vespod srostlými, silně dužnatými listy, mezi kterými je nahoře přibližně 1 cm hluboká štěrbina; společně tvoří tzv. hlavu. Oba listy, hlavní zásobárna vody, se směrem dolů zužují a na úrovni půdy jsou srostlé a přecházejí v tenký, kůlovitý kořínek. Některé druhy mívají obvykle jen jednu hlavu (Lithops gracilidelineata), u jiných se jejich počet s věkem rostliny zvyšuje (Lithops olivacea). Hlava může mít v závislosti na druhu šířku 0,5 až 2,5 cm a výšku od země 5 až 10 cm. Vrchní část obou dužnatých listů je plochá nebo oblá a nazývá se obličej (hlava má dva obličeje). V závislosti na druhu a půdě, ve které roste, bývá různě zbarvená: hladká, rýhovaná, bradavičnatá nebo důlkovaná a má v sobě průsvitná místa, tzv. okna, kterými proniká do nitra rostliny sluneční záření.
Jsou to rostliny cizosprašné, jejich oboupohlavné květy mají rozlišená okvětí a gynecea složená z pěti plodolistů. Květy se otvírají až v poledne okolo 12 hodin a pouze za plného slunce, na noc se zavírají, neboť pyl v květech opylovaných létajícím hmyzem nesmí zvlhnout. Plodem je hnědá, tvrdá, vícedílná tobolka obsahující velmi drobná, hnědá semena, která obvykle dozrávají až na jaře. Tobolky se zralými semeny se po navlhnutí ihned otvírají.

## Pěstování
Od konce října nebo počátku listopadu přežívají rostliny bez zálivky. V tomto období starý pár listů postupně uvadá a z jejich živin se začínají vyvíjet listy nové. Toto převlékání probíhá prakticky po celou zimu, na jaře zůstane ze starých listů jen suchá slupka. Koncem března nebo počátkem dubna potřebuje rostlina prvou vláhu. V průběhu léta ze štěrbiny mezi novými listy vyrostou na stopkách jednotlivé žluté nebo bílé květy a kvetou asi týden. Každý druh má ale svůj vlastní časový harmonogram vývoje podle stanoviště, odkud pochází, a ten nelze změnit.
Semena se vysévají na povrch jemného vlhkého písku od března do května, brzy vzcházejí a za rok lze semenáčky přesazovat. Větší, vícehlavý trs lze opatrně rozdělit. Mohou se také množit řízky z listů zasazených do hrubého písku v březnu a dubnu nebo v září a říjnu.

## Význam
Určité druhy jsou domorodými bylinkáři používány k léčení, v případě hladu slouží i jako potrava. Jinak bývají po celém světě pěstovány jak odborníky ve sklenících, tak i amatéry v bytech.

## Galerie

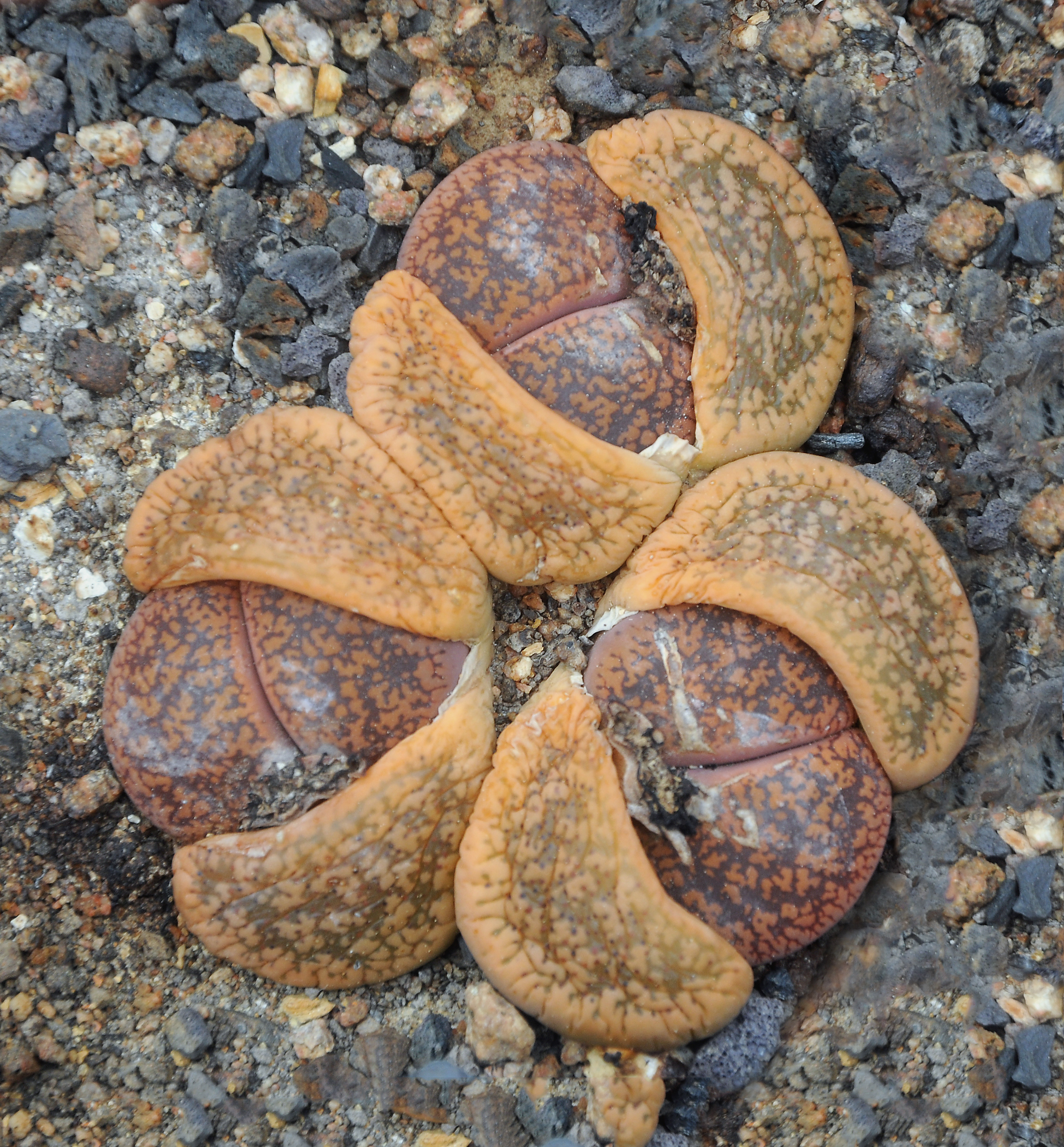
Převlékající se Lithops aucampiae
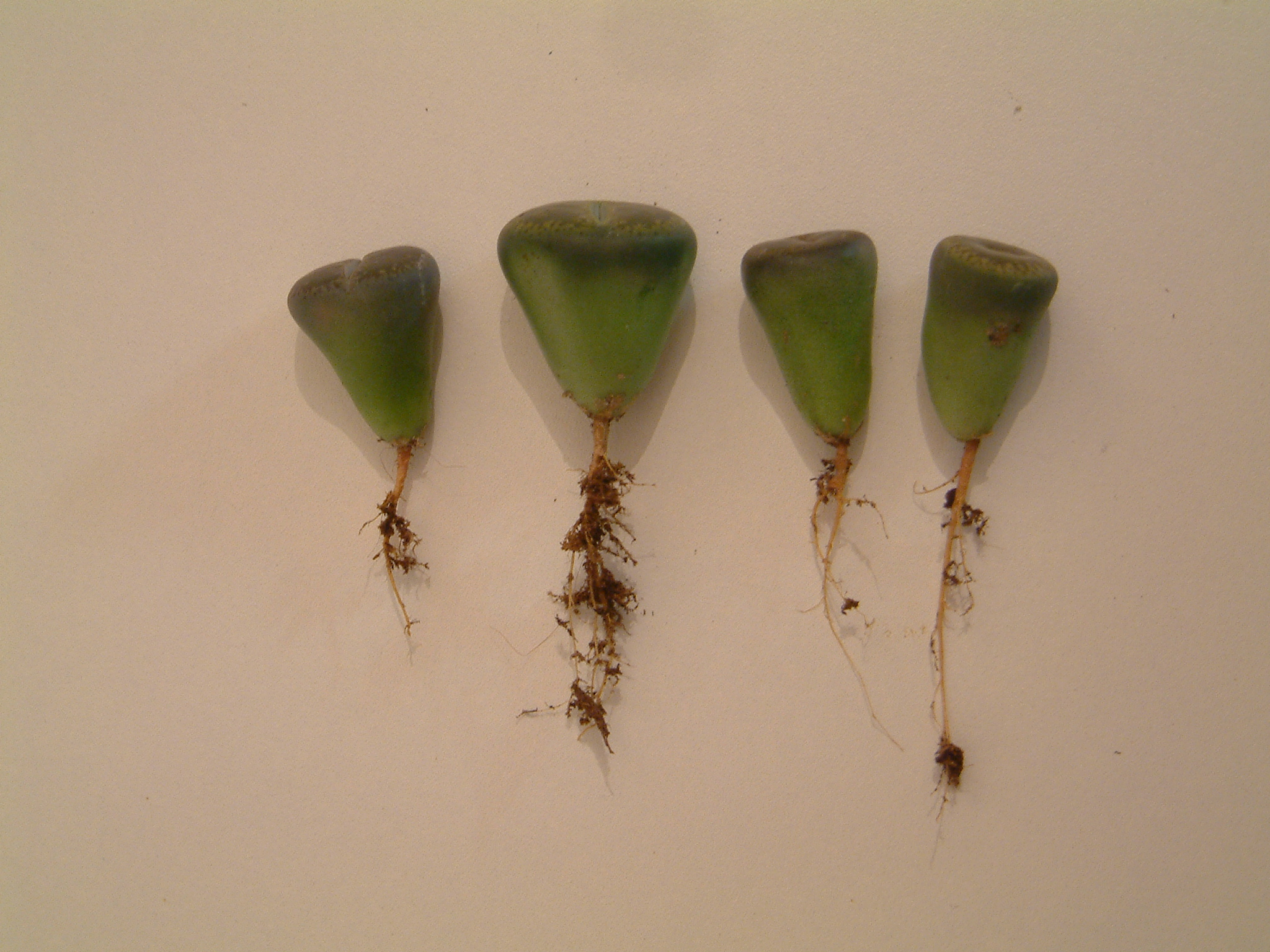
Rostliny s kořeny
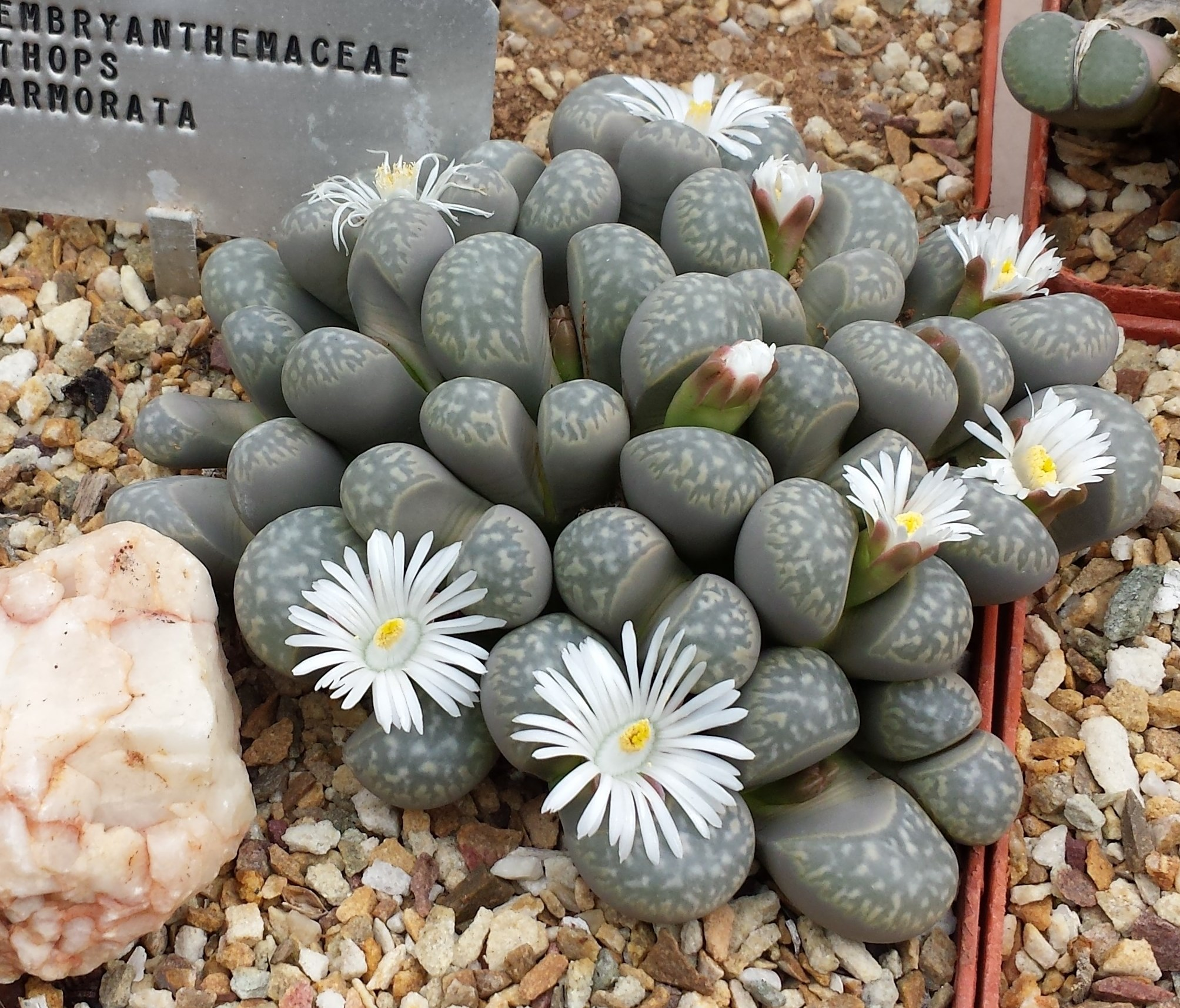
Lithops marmorata
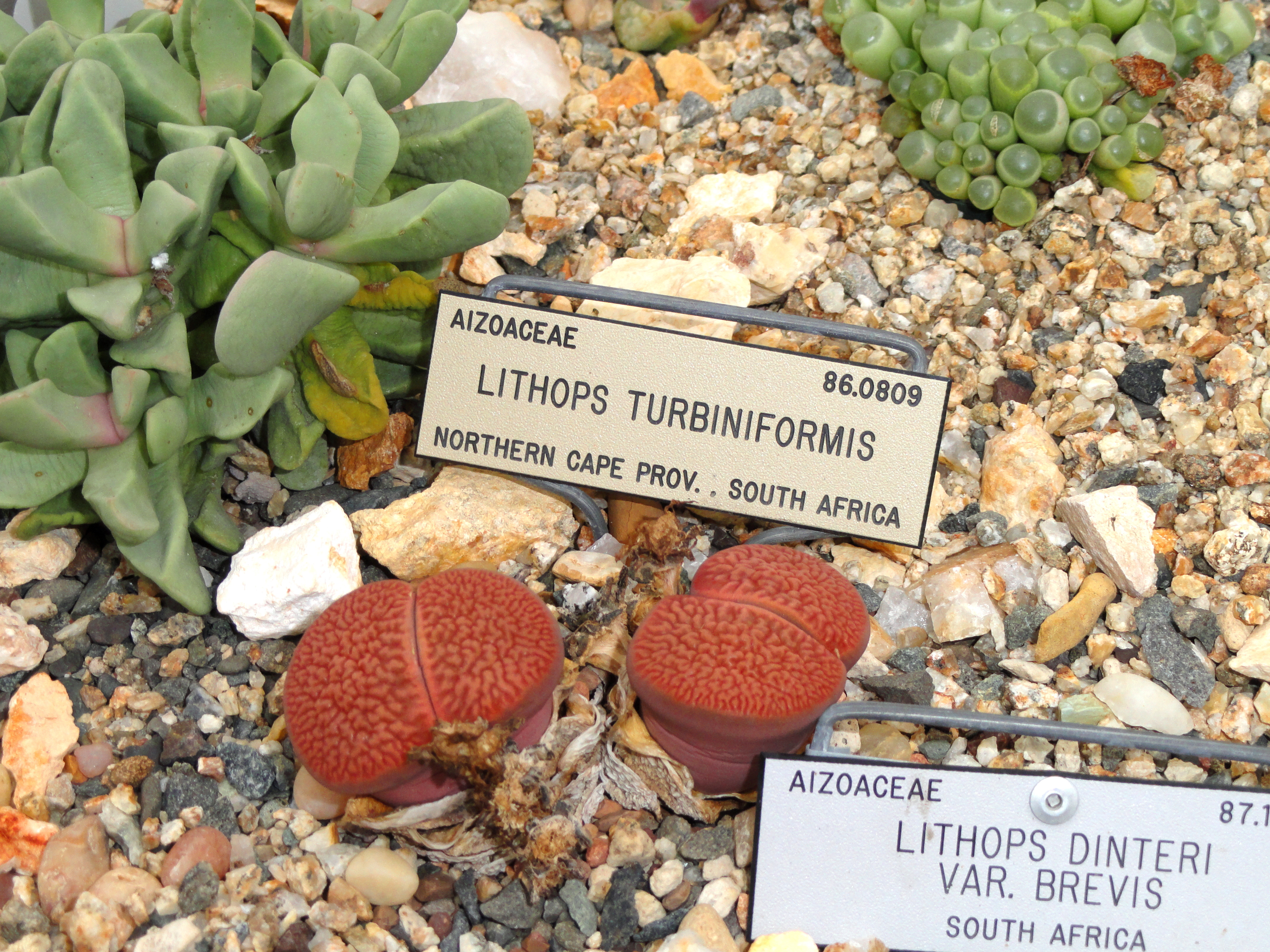
Lithops dinteri
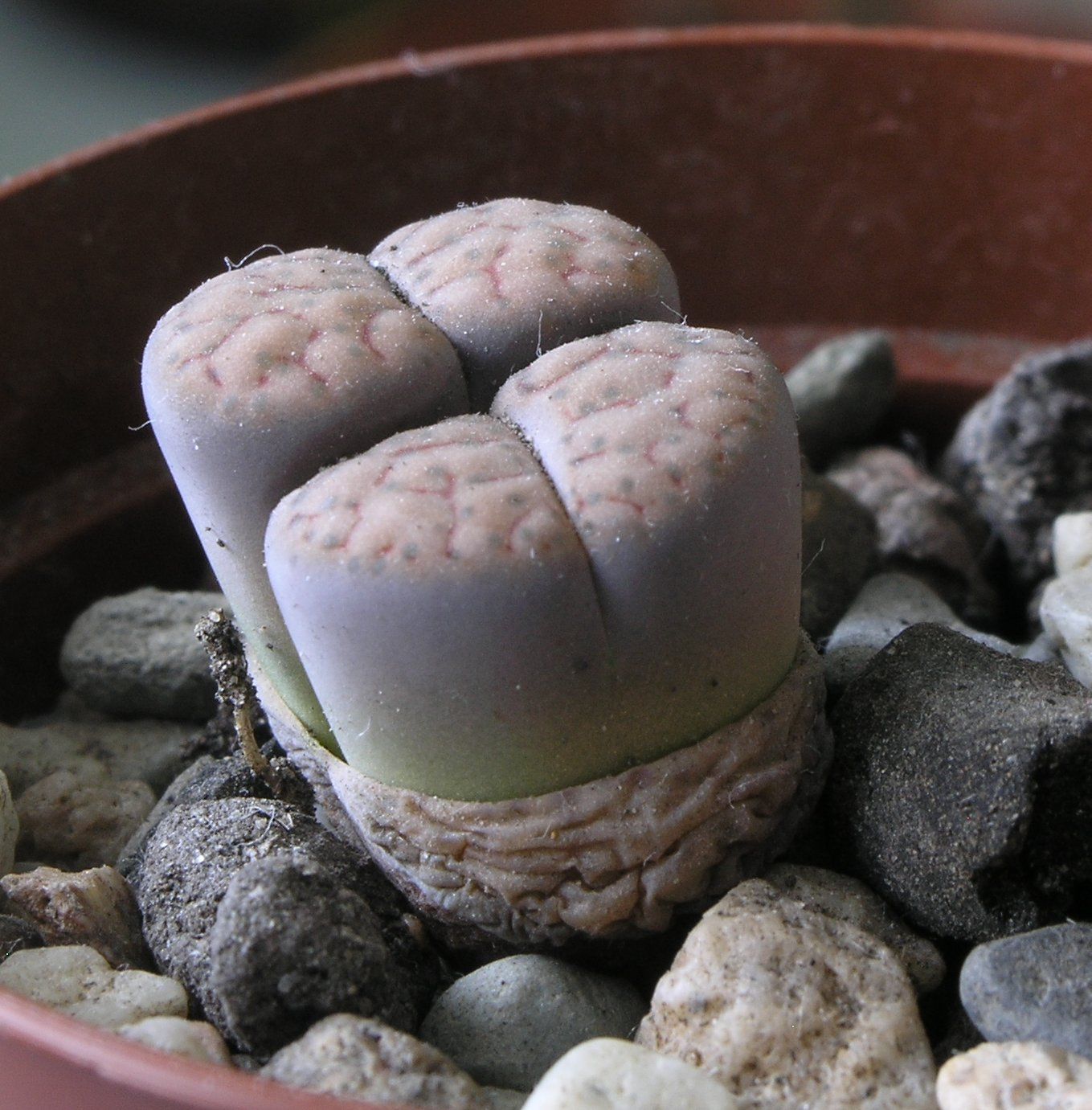
Lithops schwantesii
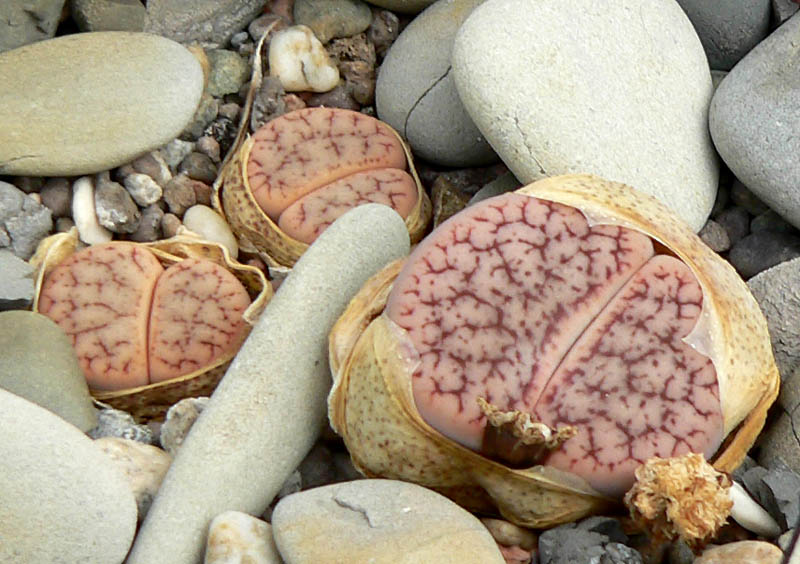
Lithops pseudotruncatella
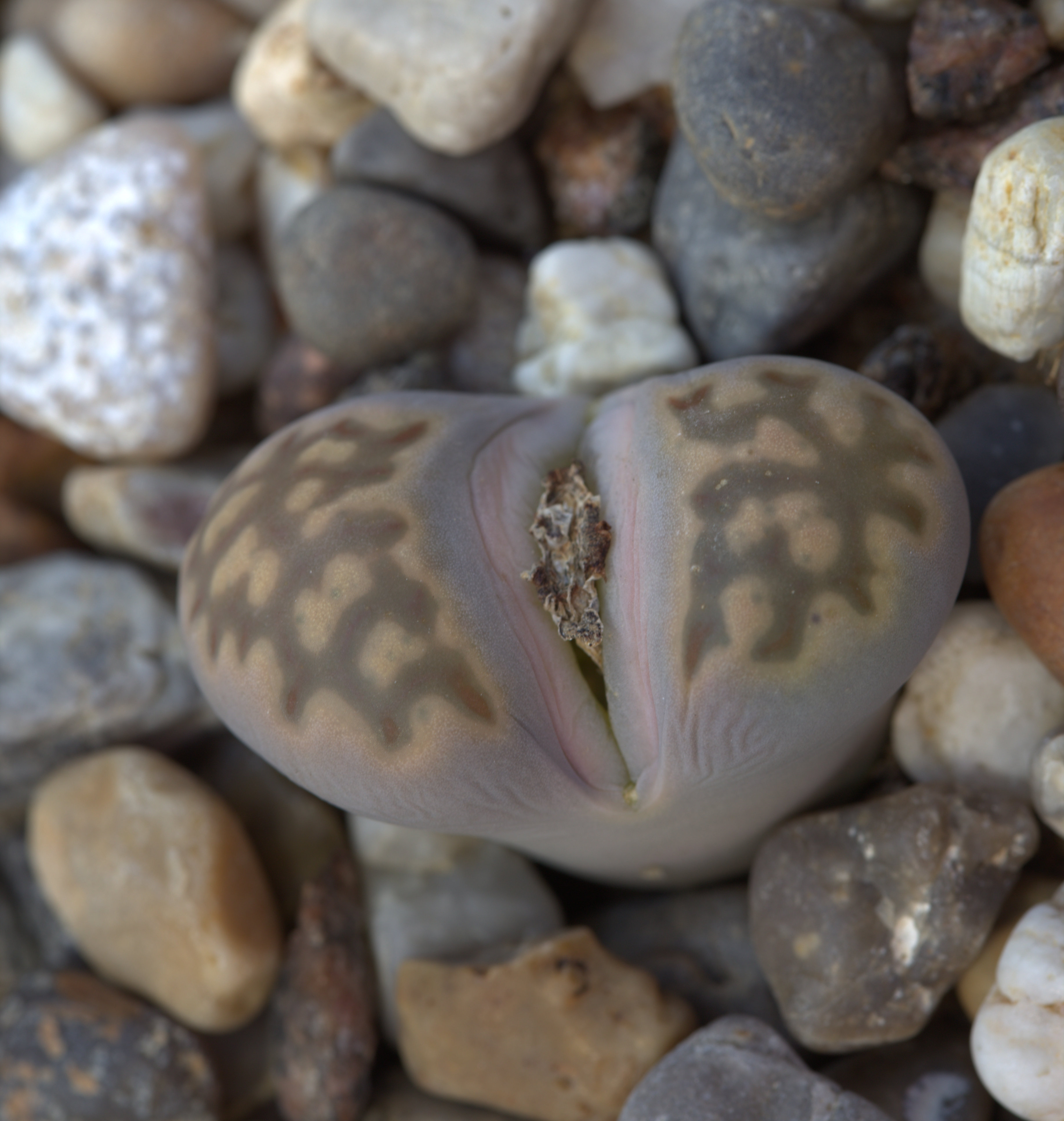
Lithops julii
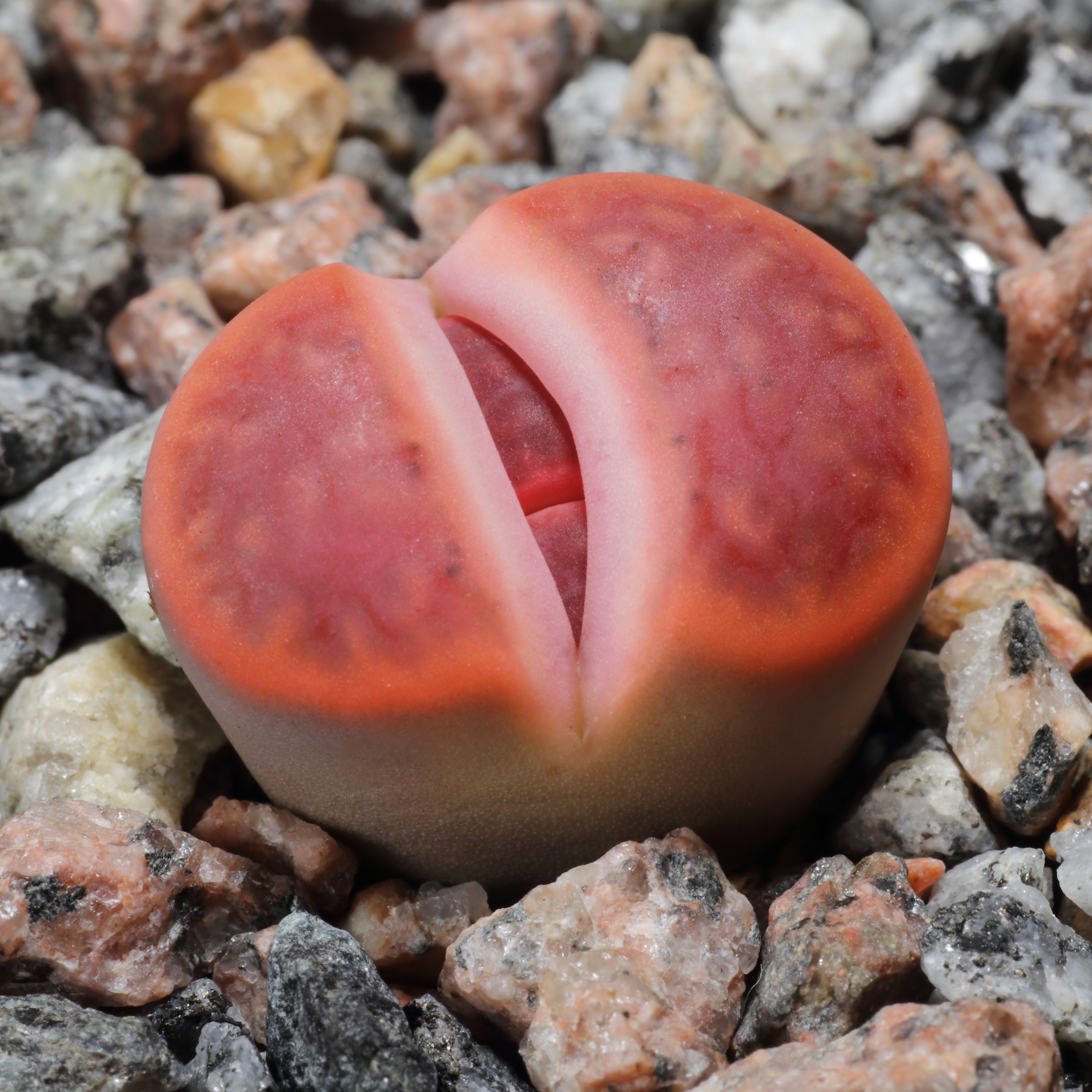
Lithops karasmontana